# یوداهراگاما
یوداهراگاما (به لاتین: Udaheragama) یک منطقهٔ مسکونی در سری‌لانکا است که در استان جنوبی (سری‌لانکا) واقع شده‌است.